# Basílica menor de Nuestra Señora de las Nieves (Firavitoba)
La Basílica menor de Nuestra Señora de las Nieves es una basílica colombiana de culto católico del municipio de Firavitoba (Boyacá). Es la sede de la parroquia homónima y pertenece a la jurisdicción eclesiástica de la Arquidiócesis de Tunja. El templo está dedicado a la Virgen María bajo la advocación  de las Nieves. El templo es de estilo Neogótico, con tres naves longitudinales, vitrales, piso en mármol, y además posee un baldaquino. La obra mide 76 metros de largo, 27 metros de fachada y una altura de 72 metros. Guarda gran relevancia que dos sacerdotes oriundos de esta población, Ignacio Ramón Abella, por más de 30 años, y Luis Abdénago Zambrano, unidos con su comunidad hayan sido los principales promotores, artistas y autores de esta obra que llevaría por patrona a Nuestra Señora de las Nieves.
El 18 de octubre de 2019, la Santa Sede le concedió al templo el título litúrgico de Basílica Menor. La ceremonia oficial de proclamación de la elevación del templo fue el 28 de diciembre siguiente.

## Historia
La construcción se inició en 1873. Esta majestuosa obra fue impulsada y gestada por el padre Ignacio Ramón Abella, quien viajó a París y allí obtuvo una réplica de la maqueta de una iglesia europea, plano con el cual finalmente se elevaría este espléndido templo. La iglesia está construida totalmente en piedra que fue traída sobre rastras tiradas por bueyes desde la vereda El Pedregal en Sogamoso, a unos 5 o 6 km al oriente de Firavitoba. Una vez acercadas, las piedras de cuatro y hasta siete metros fueron labradas por los pobladores comprometidos con el padre Ignacio Ramón en esta obra de Dios que para muchos parecía inverosímil. El tallado de la piedra fue una verdadera actividad milimétrica que terminó llevando a la exactitud y a la precisión como artífices del acierto en el desarrollo y culminación de este gran proyecto. Su construcción pudo haber durado entre 80 y 100 años, pues hay quienes dicen que su terminación se logró en el año 1976. Un parque con buena naturaleza, característico del altiplano cundi-boyacense al que atraviesa la cordillera oriental de los Andes, termina de adornar al templo y hacer conjuntamente de este sitio un lugar muy acogedor.

## Altar
De sus dos altares, el mayor o principal tiene un hermoso baldaquino (cuatro columnas que sostienen una cúpula o dosel). Es una estructura de origen italiano, que se remonta al siglo IV, siglo del cristianismo y también denominado "siglo de los Padres de la iglesia".

## Daños por sismo
El día jueves, 19 de enero de 1995, un sismo o terremoto de magnitud 6.6, con intensidad fuerte y epicentro en Tauramena, Casanare, causó averías en la estructura de la iglesia, principalmente el agrietamiento de la torre derecha, la caída de una aguja y el vencimiento en la otra.  Reparar estos daños revivió en su párroco y su comunidad el coraje de los antepasados, quienes en cabeza del presbítero Ignacio Ramón escalaron piedra a piedra tras la cima de la iglesia. Aunque volver a dejar intacto este monumento y sin rastros de que algo le hubiese ocurrido les llevó más de dos años, fue un obstáculo que supieron sortear desde formas y actividades similares a las ejecutadas para sus cimientos, pasado ya más de un siglo.

## Restauración
A mediados de 2009, el párroco de la iglesia, Jaime Alberto Vargas Granados, alertó a la comunidad sobre las goteras y consiguientes daños en el techo del templo y pronto organizaron actividades comunitarias para cubrir estos gastos que se elevaban dado el estilo y el gran tamaño de la iglesia.